# 스포츠전력분석관
스포츠전력분석관 혹은 스포츠기록분석연구원(Sports performance analyst)는 국가대표팀, 프로스포츠 구단 등등에서 전문적으로 상대팀 전력을 분석하는 역할을 하는 코칭스태프를 의미한다.